# Саачила
Саачила, Zaachila (название на сапотекском языке; аст. Teotzapotlan; миштек. Ñuhu Tocuisi) — городище, расположенное на территории мексиканского штата Оахака в 6 км от города Оахака. Крупный, ещё не исследованный холм, скрывающий под собой пирамиду, находится в центре городища, где в 1962 г. были обнаружены два захоронения, принадлежвашие миштекским вельможам.
История и датировка города до настоящего времени остаются предметом споров. Согласно одной из гипотез, город процветал в период между 1100 и 1521 гг. н. э., согласно другой — он был основан в 1399 и по важности не уступал Теночтитлану, поскольку находился в центре озера. Размеры древнего города до настоящего времени неизвестны, поскольку на большинстве холмов, скрывающих его руины, возведены современные здания.